# مادو راي
مادو راي (بالإنجليزية: Madhu Rye)‏ (16 يوليو 1942 في الهند)؛ كاتب مسرحي وروائي هندي-أمريكي.